# Vidákovits Kamilló
Vidákovits Kamilló, Vidakovich (Újmoldova, 1878. január 18. – Szeged, 1967. augusztus 6.) sebész, egyetemi tanár. Fő érdeklődési területe a hasi sebészet volt. Jelentős érdemeket szerzett a klinika megszervezésében és a modern sebészeti ágak, főleg a mellkasi sebészet bevezetésével és művelésével.

## Családja
Apai nagyapja orvos volt a vajdasági Futakon és lelkes híve Kossuth Lajosnak. Az osztrákok 1849-ben bebörtönözték, a péterváradi börtönben halt meg. Apja, Vidákovits Gyula (1848–?) gyógyszerészként dolgozott Újmoldován, akárcsak anyai nagyapja, aki Futakon gyakorolta hivatását. 

## Életpályája
Középiskolai tanulmányait Temesváron, Szegeden és Fehértemplomban végezte. 1898-ban a Budapesti Tudományegyetemen szerzett gyógyszerészmesteri oklevelet, és 1903-ban ugyanitt orvosdoktori diplomát is szerzett. 1901-ben és 1904-ben eleget tett katonai kötelezettségének, mint orvos önkéntes: az első félévet Innsbruckban, a császárvadászoknál, a második félévet a temesvári helyőrségi kórházban szolgálta. Többször volt tanulmányúton Németországban. 
Miután befejezte egyetemi tanulmányait, gyakornokként működött a Budapesti Tudományegyetem II. számú Kórbonctani Intézetében. 1904-től a Szent Rókus Kórház sebészeti osztályának helyettes orvosa, majd a Szent János Kórház sebészeti osztályának segédorvosa lett. 1906-ban alorvosként a Vöröskereszt Erzsébet Kórházához került. 1909-től a kolozsvári Magyar Királyi Ferenc József Tudományegyetem Sebészeti Klinika és Műtőintézetében dolgozott mint műtőnövendék, illetve gyakornok, 1910-től 1913-ig mint II. tanársegéd és 1914–1915-ben mint I. tanársegéd.
1914. február 21-én tartotta meg magántanári próbaelőadását „A műtéttel járó veszélyek és káros hatások elkerülésére irányuló törekvések a modern sebészetben” címmel, melynek alapján „sebészeti műtéttanból” magántanári címet nyert. 1914 júliusától 1915 augusztusáig a császári és királyi haditengerészet kötelékében szolgált, hadi szolgálatot teljesített. Hadnagyi rangban hajóorvosi teendőket látott el.
1915 augusztusában visszarendelték a kolozsvári Sebészeti Klinikára, az addigi igazgató, Makara Lajos professzor súlyos betegsége miatt. A professzor halálát követően kinevezték Vidákovitsot a Sebészeti Klinikára megbízott vezetőjének. Megbízását 1919. októberéig látta el, amikor a románok bevonultak Kolozsvárra és átvették a klinikát. 1920. december 21-én címzetes nyilvános rendkívüli tanári kinevezést kapott. A trianoni békeszerződés következtében a kormány a kolozsvári Tudományegyetemet áthelyezte Szegedre (1921. május 29-i XXV. tc.)
1921-ben Szegeden egyetemi nyilvános rendes tanári címet kapott, illetve megbízták a Szegedi Tudományegyetem Sebészeti Klinikájának vezetésével, amelyet nyugdíjazásáig igazgatott. 
A frontvonal közeledtével, 1944. szeptember 27-én a kormány elrendelte az egyetem felszereléseinek és anyagainak Sopronba költöztetését. Ám a felszólítások ellenére Vidákovits professzor sem Szegedet, sem klinikáját nem hagyta el, minden segítség nélkül, egyedül látta el a klinika orvosainak munkáját. 1944. november 1-jén több egyetemi professzor társával ismét megindították az egyetemi életet, s így folytatódhatott az október 8-án megszakított 1944/45-ös tanév. Alapítótagja volt a Magyar Sebésztársaságnak. 
1967. augusztus 6-án hunyt el az egykor általa vezetett klinikán.
Felesége dr. Gál Rózsa Julianna (1895–1935) orvos volt, Garfunkel Joel és Hartmann Eszter lánya, akivel 1922. augusztus 5-én Budapesten kötött házasságot. Egy évvel később megszületett a lánya, Júlia. 

## Művei
- A végbél gyulladásos sebészeti bántalmai (Budapest, 1914)
- Az epekövek korai műtétjéről (Rigler-emlékkönyv; Szeged, 1926)